# Meridosternata
De Meridosternata zijn een onderorde van de Holasteroida, een orde van zee-egels (Echinoidea) uit de infraklasse Irregularia.

## Families
- Infraorde Cardiasterina †
  - Cardiasteridae Lambert, 1917 †
  - Stegasteridae Lambert, 1917 †
- Infraorde Urechinina
  - Calymnidae Mortensen, 1907
  - Carnarechinidae Mironov, 1993
  - Corystusidae Foster & Philip, 1978
  - Plexechinidae Mooi & David, 1996
  - Pourtalesiidae A. Agassiz, 1881
  - Urechinidae Duncan, 1889

niet in een infraorde geplaatst
- Echinocorythidae Wright, 1857 †
- Holasteridae Pictet, 1857 †

## Meridosternataincertae sedis
- Salvaster Saucède, Dudicourt & Courville, 2012 †